# 큰대꼬리박쥐
큰대꼬리박쥐 또는 큰칼집꼬리박쥐(Emballonura furax)는 대꼬리박쥐과에 속하는 박쥐의 일종이다. 뉴기니(서뉴기니와 파푸아뉴기니)와 인근 제도의 일부 지역의 토착종이다. 서식지 감소로 멸종 위협을 받고 있다. 뉴기니대꼬리박쥐 또는 뉴기니칼집꼬리박쥐라는 이름으로도 알려져 있다.